# 骆科
骆科。郴州宜章县（今湖南省宜章县）人，南宋绍兴年间峒民暴动首领。
绍兴九年（1139年），骆科与文遂率众反宋起事。绍兴十年（1140年），发展至七八千人，转战攻打郴州、道州、连州、贺州诸州及桂阳军境内。遭宋兵镇压，绍兴十一年（1141年），被广西经略使胡舜陟所败，被俘（一说叛降）。余众一支在欧幼四等率领下，据蓝山县，攻打平阳及连州、道州等州。后被江西兵马都监程师回率部镇压，失败。